# 住商エアロシステム
住商エアロシステム株式会社（すみしょうエアロシステム、英：Sumisho Aero-Systems Corporation）は、日本の防衛専門商社。住友商事の子会社。
1982年（昭和57年）9月20日設立。住友商事グループ唯一の防衛専門商社であり、親会社である住友商事と協同し同グループの防衛関連ビジネスを担当する。伊藤忠アビエーション、双日エアロスペース、丸紅エアロスペース、三井物産エアロスペース、三菱商事マシナリ、兼松エアロスペースと並ぶ、総合商社グループ系防衛専門商社の一つ。

## 沿革
- 1982年（昭和57年）- 住商エアロシステム株式会社設立（東京本社）。
- 1993年（平成5年）- 名古屋支店を設置。
- 2001年（平成13年）- 東京本社を中央区の晴海トリトンスクエアへ移転。
- 2017年（平成29年）- 名古屋支店を名古屋市中村区のJRゲートタワーへ移転。
- 2018年（平成30年）- 東京本社を千代田区の住友商事竹橋ビルへ移転。
- 2020年（令和2年） - 名古屋支店を中部支社へ名称変更。

## 取扱商品

### アビオニクス機器
- レーダー
- 通信機器
- 敵味方識別装置
- ナビゲーション
- コックピット計器
- 表示装置
- 航法計器
- MEMSセンサー
- 制御装置

### エンジン
- エンジン制御機器
- 燃料制御機器
- 燃料及び油圧ポンプ
- 熱交換器
- ディスク、シャフト等
- 鍛造素材 等

### メカニカル機器
- プロペラ
- 降着装置
- 燃料機器
- 油圧機器
- 防振機器

### その他
- セラミックス／FRP等機能材料
- 収納箱
- 緊急脱出装置

## 主要取引先

### 国内取引先
- 防衛装備庁
- 陸上自衛隊
- 海上自衛隊
- 航空自衛隊
- 国土交通省航空局
- 海上保安庁
- IHI
- IHIエアロスペース
- 赤尾
- 旭化成
- アライドマテリアル
- 石川製作所
- エーテック
- 川崎重工業
- KYB
- 小松製作所
- 島津製作所
- ジャムコ
- シンフォニア テクノロジー
- 新明和工業
- SUBARU
- 住精ハイドロシステム
- 住友重機械工業
- 住友精密工業
- 住友電気工業
- 住重フォージング
- ダイキン工業
- ダイセル
- 中国化薬
- 東京計器
- 東京航空計器
- 東芝
- ナブテスコ
- 日本製鉄
- 日油
- 日油技研工業
- 日本アビオニクス
- 日本工機
- 日本航空電子工業
- 日本製鋼所
- 日本電気
- 日本飛行機
- 日本無線
- ネットコムセック
- 日立製作所
- フジコーワ工業
- 富士通
- 豊和工業
- 三菱重工業
- 三菱電機
- 三菱プレシジョン
- 横河電機
- 横浜ゴム
- リコーエレメックス
- YDKテクノロジーズ

### 海外取引先
- AAR
- Aerojet
- エアバス・ディフェンス・アンド・スペース
- BAEシステムズ
- Bruker Daltonics
- CNIM
- Data Link Solutions
- DIAB
- Dunlop Aircraft Tyres
- Eurenco Bofors
- FN Herstal
- ゼネラル・ダイナミクス
- Hirtenberger Defense Systems
- Kockums
- ロッキード・マーティン
- LORD
- NAMMO
- MBDA
- ノースロップ・グラマン
- Parker Hannifin
- レイセオン
- ラインメタル
- Saab Dynamics
- SAIC
- TDA Armements
- Ultra Electronics
- Collins Aerospace